# William A. Jenkins
William Ambrose Jenkins (Kansas City, 2 de noviembre de 1917-27 de agosto de 2022) fue un almirante de la Guardia Costera de los Estados Unidos.

## Carrera militar
Se desempeñó como Superintendente de la Academia de la Guardia Costera de Estados Unidos desde junio de 1974 hasta junio de 1977.
Jenkins fue Jefe de la División de Cumplimiento de la Ley y Gerente de Programas en la sede de USCG, ganando Medallas de Elogio de la Guardia Costera por su trabajo internacional e interinstitucional en el control de la contaminación. Jenkins fue ascendido a contralmirante de dos estrellas en 1970.